# Tim Bendzko
Tim Bendzko, né le 9 avril 1985 à Berlin,, est un auteur-compositeur-interprète allemand.

## Biographie
Tim Bendzko est né à Berlin dans le quartier de Kaulsdorf et a grandi dans celui de Köpenick. Dans sa jeunesse, il fréquente une école de sport de haut niveau et joue au football dans le 1. FC Union Berlin. Plus tard, il étudie la théologie protestante et les religions non chrétiennes.
Après avoir pris des cours de guitare, il commence à écrire ses premières chansons à l'âge de seize ans. Il gagne un concours de jeunes talents à l'été 2009 et se produit devant 20 000 spectateurs à la Waldbühne de Berlin. Il signe un contrat d'enregistrement avec Sony Music Entertainment.
Le 17 juin 2011, Tim Bendzko sort son premier album, Wenn Worte meine Sprache wären, avec en premier single Nur noch kurz die Welt retten disponible le 27 mai. Le clip a été réalisé par Hagen Decker à Los Angeles. Le single atteint la deuxième place aux Media Control Charts, le single et l'album se vendent à plus de 300 000 exemplaires et sont également disques de platine.
Il fait la première partie des tournées en Allemagne d'Elton John et de Joe Cocker. Le 29 septembre 2011, Bendzko représente Berlin au concours de la chanson Bundesvision Song Contest 2011 avec la chanson-titre Wenn Worte meine Sprache wären et l'emporte. Il collabore avec le rappeur F.R. (de) sur le titre Zweifellos dans son album Ganz normaler Wahnsinn. Le 10 novembre, il gagne le prix Bambi dans la catégorie Newcomer.
En 2012, il est élu meilleur artiste allemand au MTV Europe Music Awards 2012 qui a lieu à Francfort.
Tim Bendzko est juré aux côtés de Henning Wehland et de Lena Meyer-Landrut dans l'émission The Voice Kids. En 2013, il participe à l'action Liadl fürs Leiberl du FC Bayern de Munich et de Adidas et, dans ce cadre, il leur propose une nouvelle composition musicale. Tim Bendzko est, à ses propres dires, un fan de ce club, mais il est aussi un supporter du TSG 1899 Hoffenheim.
En février 2017 il est membre du jury avec Florian Silbereisen et Lena Meyer-Landrut dans l'émission Unser Song 2017. Il est également candidat dans Schlag den Star et est en concurrence avec Stefan Kretzschmar.

## Discographie

### Albums
- 2011 : Wenn Worte meine Sprache wären
- 2013 : Am seidenen Faden
- 2016 : Immer noch Mensch

### Singles
- 2011 : Nur noch kurz die Welt retten
- 2011 : Wenn Worte meine Sprache wären
- 2012 : Ich laufe
- 2012 : Sag einfach Ja
- 2016 : Keine Maschine

### Autres publications
- 2010 : Demotape avec les titres : Wenn Worte meine Sprache wär´n, Das letzte Mal, Mein Leben ist Dein Leben, Zeit die bleibt, Kleiner Wind, Wo ist sie hin
- 2011 : Ich kann alles sehen (sur iTunes)
- 2011 : Zweifellos (collaboration avec le rappeur F.R. (de))
- 2011 : 12 Days of Christmas: Wenn Worte meine Sprache wären (iTunes LP)

## Récompenses
- 2011 : gagnant du Bundesvision Song Contest 2011[10]
- 2011 : Audi Generation Award 2011 dans la catégorie Musik[11]
- 2011 : Bambi 2011 dans la catégorie Débutant[12]
- 2011 : 1Live Krone dans la catégorie Meilleur single[13]
- 2012 : ECHO dans la catégorie Débutant national[14]
- 2012 : Steiger Award dans la catégorie Nachwuchs[15]
- 2012 : MTV Europe Music Awards 2012 dans la catégorie Meilleur artiste allemand[16]
- 2012 : 1Live Krone dans la catégorie Meilleur artiste[17]
- 2014 : Goldene Kamera dans la catégorie Meilleure musique nationale[18]
- 2014 : ECHO dans la catégorie Meilleur artiste masculin Rock/Pop national
- 2014 : World Music Award dans la catégorie Meilleur artiste allemand

## Sources, notes et références
1. ↑  « swr3.de/musik/poplexikon/kuens… »(Archive.org • Wikiwix • Archive.is • Google • Que faire ?).
2. ↑  https://archive.wikiwix.com/cache/20110724000000/http://www.energy.de/musik/lesen/article/tim-bendzko-im-energy-startalk.
3. ↑  « Musique et musiciens - Vidéos », sur yabla.com (consulté le 13 avril 2023).
4. ↑  « Tim Bendzko : Ich hab' die Bibel komplett gelesen! - Interview » [vidéo], sur YouTube (consulté le 28 août 2020).
5. ↑  Nadine Arend, « GfK Entertainment - Tim Bendzko führt Download-Charts an », sur entertainment.com, GfK Entertainment, 28 juin 2011 (consulté le 28 août 2020).
6. ↑  « Die Website ist im Aufbau », sur track4 blog - where music lives (consulté le 28 août 2020).
7. ↑  (de) « Talentierte Kinder, nervende Lena », sur Kölner Stadt-Anzeiger, 12 avril 2013 (consulté le 6 janvier 2014)
8. ↑  (de) « Fans dichten mit Tim Bendzko Bayern-Song », sur Rheinische Post, 26 juillet 2013 (consulté le 6 janvier 2014)
9. ↑  « Tim Bendzko singt den neuen Bayern-Song », sur tz, 26 juillet 2013 (consulté le 6 janvier 2014)
10. ↑  (de) « Raab-Show: Tim Bendzko gewinnt Bundesvision Song Contest », sur Spiegel Online, 30 septembre 2011 (consulté le 6 janvier 2014)
11. ↑  (de) « Ein Ball für die Stars von morgen », sur Abendzeitung, 17 octobre 2013 (consulté le 6 janvier 2014)
12. ↑  (de) « Tränen, Lob und harsche Worte beim Bambi 2011 » [archive du 2 février 2014], sur Münstersche Zeitung, 10 novembre 2011 (consulté le 6 janvier 2014)
13. ↑  (de) « Clueso und Beatsteaks gewinnen die 1Live-Krone », sur DerWesten, Westdeutsche Allgemeine, 8 décembre 2011 (consulté le 6 janvier 2014)
14. ↑  (de) Malte Göbel, « Echo 2012, die Sieger: Adele, Rammstein, Udo Lindenberg, Wolfgang Niedecken, Rosenstolz, Tim Bendzko, Gotye... », sur GIGA, 23 mars 2012 (consulté le 6 janvier 2014)
15. ↑  (de) « Jury zieht Preis für Erdoğan zurück », sur Zeit Online, 18 mars 2012 (consulté le 17 janvier 2014)
16. ↑  (de) « MTV meint: bester deutscher Künstler », sur Gala, Gruner + Jahr, 15 octobre 2012 (consulté le 6 janvier 2014)
17. ↑  (de) Kathrin Aldenhoff, « 1Live-Krone: Hörer wählen Tim Bendzko zum besten Künstler », sur Aachener Zeitung, 7 décembre 2012 (consulté le 6 janvier 2014)
18. ↑  (de) « Tim Bendzko erhält Goldene Kamera », sur stern.de, 21 janvier 2014 (consulté le 6 janvier 2014)

- (de) Cet article est partiellement ou en totalité issu de l’article de Wikipédia en allemand intitulé « Tim Bendzko » (voir la liste des auteurs).